# La Neuville-du-Bosc
Ne doit pas être confondu avec Neuville-Bosc.
Pour les articles homonymes, voir Neuville.
La Neuville-du-Bosc est une commune française située dans le département de l'Eure, en région Normandie.

## Géographie

### Localisation
La Neuville-du-Bosc est une commune du Centre-Ouest du département de l'Eure en Normandie. Elle est située à l'ouest du plateau du Neubourg, une région naturelle caractérisée par son paysage en openfield. Ainsi, le territoire de la commune présente, en son centre, un paysage très ouvert composé de grandes étendues consacrées à la culture. Toutefois, la proximité de deux vallées sèches très largement boisées au nord et au sud et de la vallée du Bec à l'ouest, cloisonnent ce territoire d'un important cadre végétal. À vol d'oiseau, le bourg est à 7 km à l'est de Brionne, à 19 km au nord-est de Bernay, à 31 km au nord-ouest d'Évreux et à 34 km au sud-ouest de Rouen.
| Bosrobert, Saint-Paul-de-Fourques | Saint-Paul-de-Fourques, Le Bosc-du-Theil (comm. dél. de Le Gros-Theil) | Le Bosc-du-Theil (comm. dél. de Le Gros-Theil)         |
| La Haye-de-Calleville             | La Neuville-du-Bosc                                                    | Le Bosc-du-Theil (comm. dél. de Saint-Nicolas-du-Bosc) |
| Harcourt                          | Sainte-Opportune-du-Bosc                                               | Sainte-Opportune-du-Bosc                               |

### Hydrographie
La commune est située dans le bassin Seine-Normandie. Elle n'est drainée par aucun cours d'eau,.

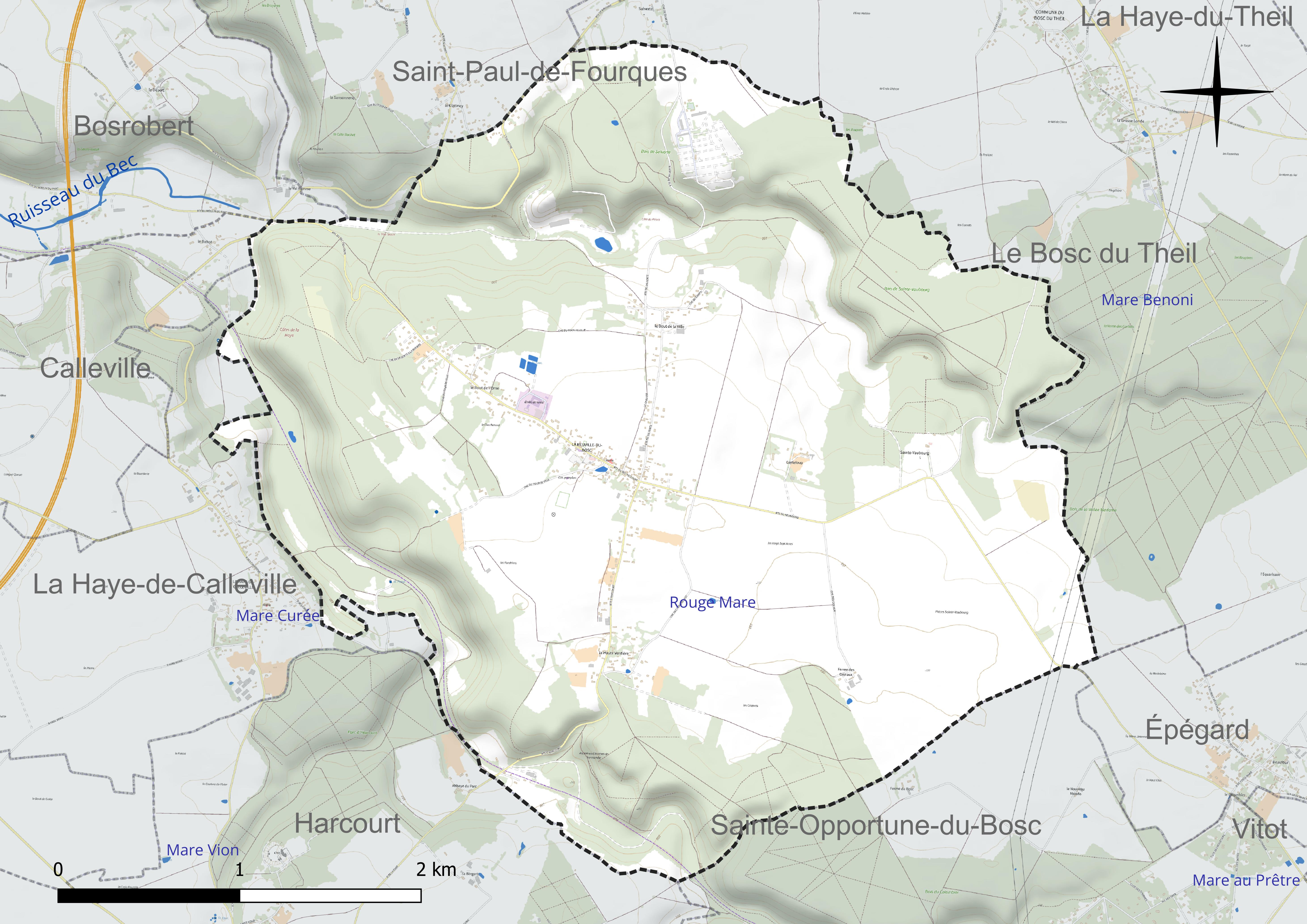
Réseau hydrographique de la Neuville-du-Bosc.

Un plan d'eau complète le réseau hydrographique : Rouge Mare (0,1 ha),.

### Climat
Pour des articles plus généraux, voir Climat de la Normandie et Climat de l'Eure.
En 2010, le climat de la commune est de type climat océanique dégradé des plaines du Centre et du Nord, selon une étude du CNRS s'appuyant sur une série de données couvrant la période 1971-2000. En 2020, Météo-France publie une typologie des climats de la France métropolitaine dans laquelle la commune est exposée à un climat océanique et est dans la région climatique  Côtes de la Manche orientale, caractérisée par un faible ensoleillement (1 550 h/an) ; forte humidité de l’air (plus de 20 h/jour avec humidité relative > 80 % en hiver), vents forts fréquents. Parallèlement le GIEC normand, un groupe régional d’experts sur le climat, différencie quant à lui, dans une étude de 2020, trois grands types de climats pour la région Normandie, nuancés à une échelle plus fine par les facteurs géographiques locaux. La commune est, selon ce zonage, exposée à un « climat contrasté des collines », correspondant au Pays d’Auge, Lieuvin et Roumois, moins directement soumis aux flux océaniques et connaissant toutefois des précipitations assez marquées en raison des reliefs collinaires qui favorisent leur formation.
Pour la période 1971-2000, la température annuelle moyenne est de 10,1 °C, avec  une amplitude thermique annuelle de 13,6 °C. Le cumul annuel moyen de précipitations est de 745 mm, avec 12,3 jours de précipitations en janvier et 8,5 jours en juillet. Pour la période 1991-2020, la température moyenne annuelle observée sur la station météorologique la plus proche, située sur la commune de Brionne à 7 km à vol d'oiseau, est de 11,5 °C et le cumul annuel moyen de précipitations est de 791,7 mm,. Pour l'avenir, les paramètres climatiques de la commune estimés pour 2050 selon différents scénarios d’émission de gaz à effet de serre sont consultables sur un site dédié publié par Météo-France en novembre 2022.

## Urbanisme

### Typologie
Au 1er janvier 2024, La Neuville-du-Bosc est catégorisée commune rurale à habitat dispersé, selon la nouvelle grille communale de densité à 7 niveaux définie par l'Insee en 2022.
Elle est située hors unité urbaine et hors attraction des villes,.

### Occupation des sols
L'occupation des sols de la commune, telle qu'elle ressort de la base de données européenne d’occupation biophysique des sols Corine Land Cover (CLC), est marquée par l'importance des forêts et milieux semi-naturels (48,5 % en 2018), une proportion sensiblement équivalente à celle de 1990 (48,6 %). La répartition détaillée en 2018 est la suivante : 
forêts (48,5 %), terres arables (43,3 %), zones urbanisées (4,5 %), prairies (3 %), zones agricoles hétérogènes (0,8 %). L'évolution de l’occupation des sols de la commune et de ses infrastructures peut être observée sur les différentes représentations cartographiques du territoire : la carte de Cassini (XVIIIe siècle), la carte d'état-major (1820-1866) et les cartes ou photos aériennes de l'IGN pour la période actuelle (1950 à aujourd'hui).

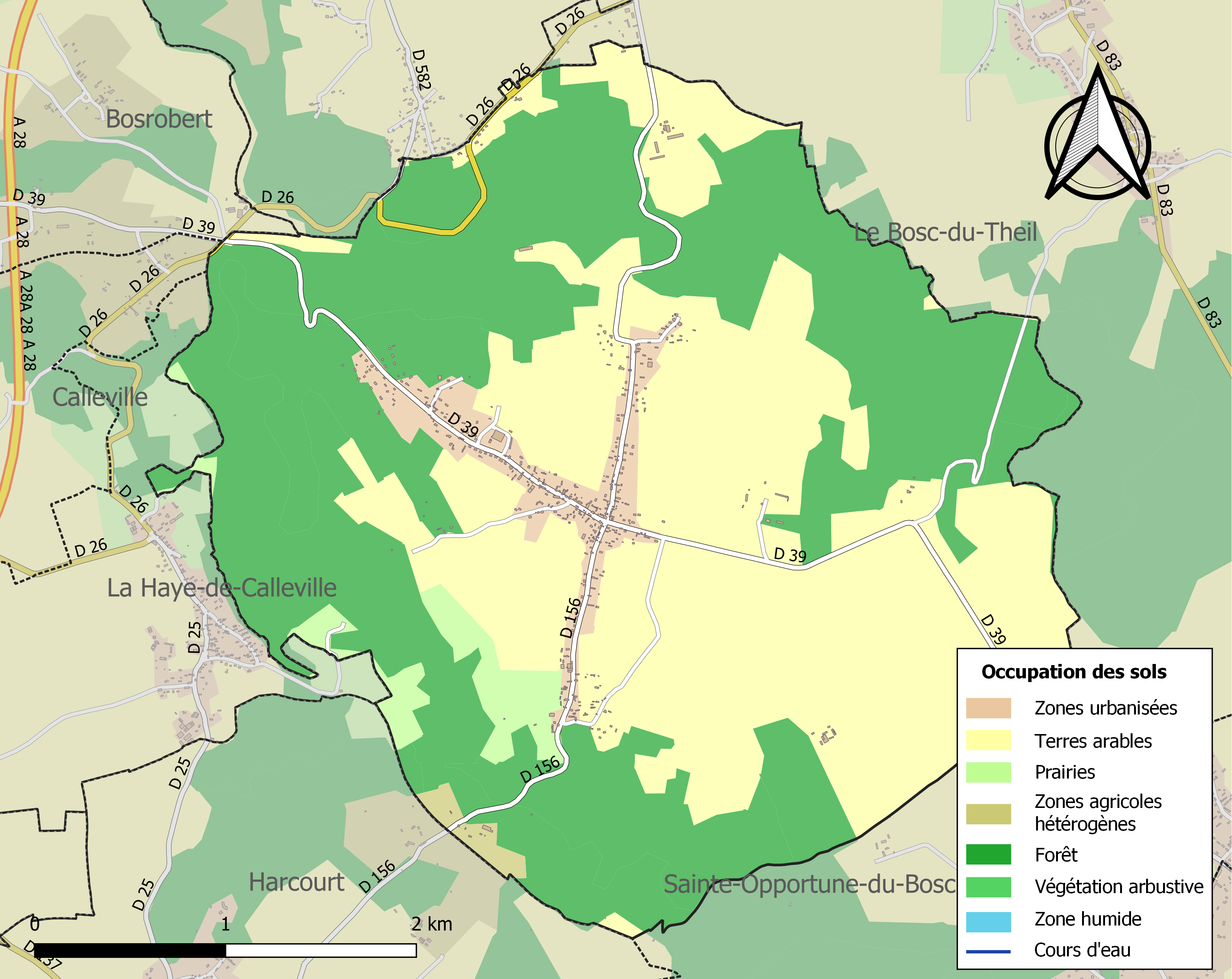
Carte des infrastructures et de l'occupation des sols de la commune en 2018 (CLC).

## Toponymie
Le nom de la localité est attesté sous la forme Novam Villam en 1045, Novavilla en 1281 (cartulaire du Bec), La Nuefville en 1403, La Nefville en Forest en 1457 (aveu d’Yves de Vieuxpont), La Neuville de Bosc en 1722 (Masseville), Neuville-le-Bon en 1873 (plusieurs journaux).
La Neuville : c’est par ses nom et origine, la « ville neuve », le pays nouveau construit au fur et à mesure des défrichements de la forêt. Le toponyme est formé à partir de l'ancien français vile dans son sens originel de « domaine rural » issu du latin Villa rustica, et de neuf qui a conservé son sens. Il s'agit donc initialement d'un « nouveau domaine ».
Bosc est la forme régionale de "bois" (petite forêt). Neuville est à proximité de deux vallées sèches très largement boisées au nord et au sud.
La Neuville-du-Bosc : c’est par son nom et ses origines, la « ville neuve du bois ».

## Histoire
Citée en 1050 dans une charte du comte de Brionne. Les limites de la paroisse furent fixées en 1281 par l’évêque d'Évreux.
En 1973, l'école de la Neuville, un internat dont la pédagogie s'inspire d'Anton Makarenko  et du mouvement de la pédagogie institutionnelle ( Fernand Deligny, Fernand Oury et Aída Vásquez) est ouverte dans la commune. Fondée par Fabienne d'Ortoli, Michel Amram et Pascal Lemaître, cette école demeure dans la commune jusqu'en 1982, année durant laquelle elle est transférée à Chalmaison en Seine-et-Marne, au château de Tachy.

## Politique et administration
La mairie a été tenue de 1855 jusqu'à la fin des années 1980 par des membres de la famille Conard.
| Période                                  | Période  | Identité             | Étiquette | Qualité  |
| ---------------------------------------- | -------- | -------------------- | --------- | -------- |
| 1855                                     |          | Jean-Baptiste Avisse |           |          |
| 1870                                     | 1911     | Manasses Conard      |           |          |
| 1911                                     | 1936     | Raoul Conard         |           |          |
| 1936                                     |          | Christian Conard     |           |          |
| mars 2001                                | 2014     | Roger Vollais        |           |          |
| mars 2014                                | En cours | Bernard Forcher      | SE        | Retraité |
| Les données manquantes sont à compléter. |          |                      |           |          |

## Démographie
L'évolution du nombre d'habitants est connue à travers les recensements de la population effectués dans la commune depuis 1793. Pour les communes de moins de 10 000 habitants, une enquête de recensement portant sur toute la population est réalisée tous les cinq ans, les populations de référence des années intermédiaires étant quant à elles estimées par interpolation ou extrapolation. Pour la commune, le premier recensement exhaustif entrant dans le cadre du nouveau dispositif a été réalisé en 2005.

En 2022, la commune comptait 713 habitants, en évolution de +9,52 % par rapport à 2016 (Eure : −0,25 %, France hors Mayotte : +2,11 %).
| 1793 | 1800 | 1806 | 1821 | 1831 | 1836 | 1841 | 1846 | 1851 |
| ---- | ---- | ---- | ---- | ---- | ---- | ---- | ---- | ---- |
| 735  | 874  | 776  | 832  | 789  | 823  | 700  | 725  | 687  |

| 1856 | 1861 | 1866 | 1872 | 1876 | 1881 | 1886 | 1891 | 1896 |
| ---- | ---- | ---- | ---- | ---- | ---- | ---- | ---- | ---- |
| 674  | 643  | 669  | 641  | 660  | 679  | 610  | 575  | 541  |

| 1901 | 1906 | 1911 | 1921 | 1926 | 1931 | 1936 | 1946 | 1954 |
| ---- | ---- | ---- | ---- | ---- | ---- | ---- | ---- | ---- |
| 510  | 478  | 418  | 367  | 411  | 393  | 299  | 338  | 315  |

| 1962 | 1968 | 1975 | 1982 | 1990 | 1999 | 2005 | 2006 | 2010 |
| ---- | ---- | ---- | ---- | ---- | ---- | ---- | ---- | ---- |
| 414  | 336  | 339  | 339  | 325  | 372  | 511  | 522  | 558  |

| 2015 | 2020 | 2022 | - | - | - | - | - | - |
| ---- | ---- | ---- | - | - | - | - | - | - |
| 644  | 719  | 713  | - | - | - | - | - | - |

## Culture locale et patrimoine

### Lieux et monuments
- L'ancienne gare. En 1889, une voie de chemin de fer reliant Évreux à Honfleur est créée. Elle participe de l'essor de l'agriculture locale et de l'émergence du tourisme balnéaire. La Neuville-du-Bosc, qui se trouve sur le tracé de cette ligne, possède sa propre gare. Cette voie ferrée ferme en 1969 faute de trafic suffisamment important. Laissée à l'abandon pendant de nombreuses décennies, elle est bitumée en 2007 et convertie en voie verte d'Évreux à la vallée du Bec. La gare est toujours là pour témoigner de ce passé[31].

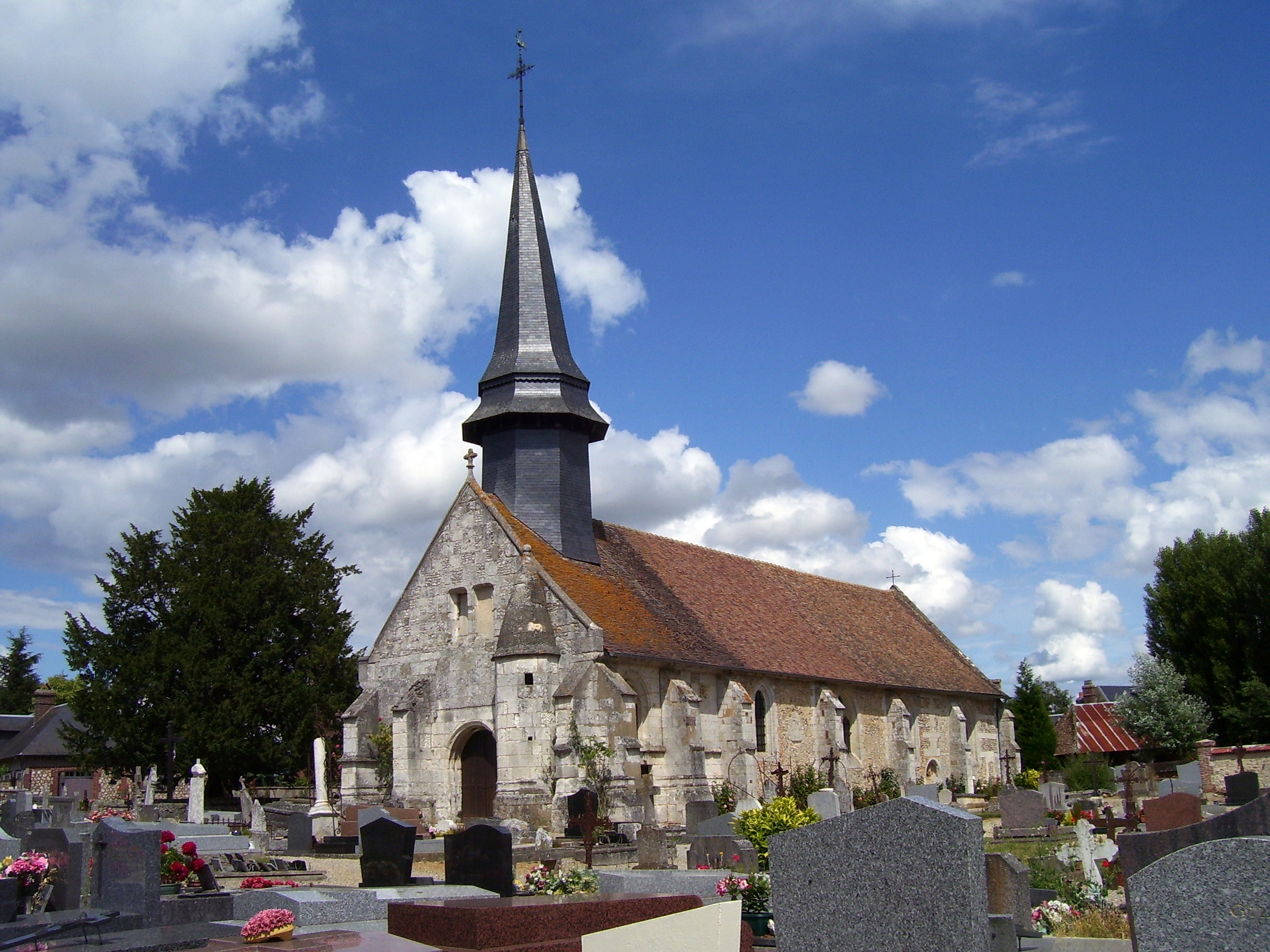
Église Sainte-Catherine.
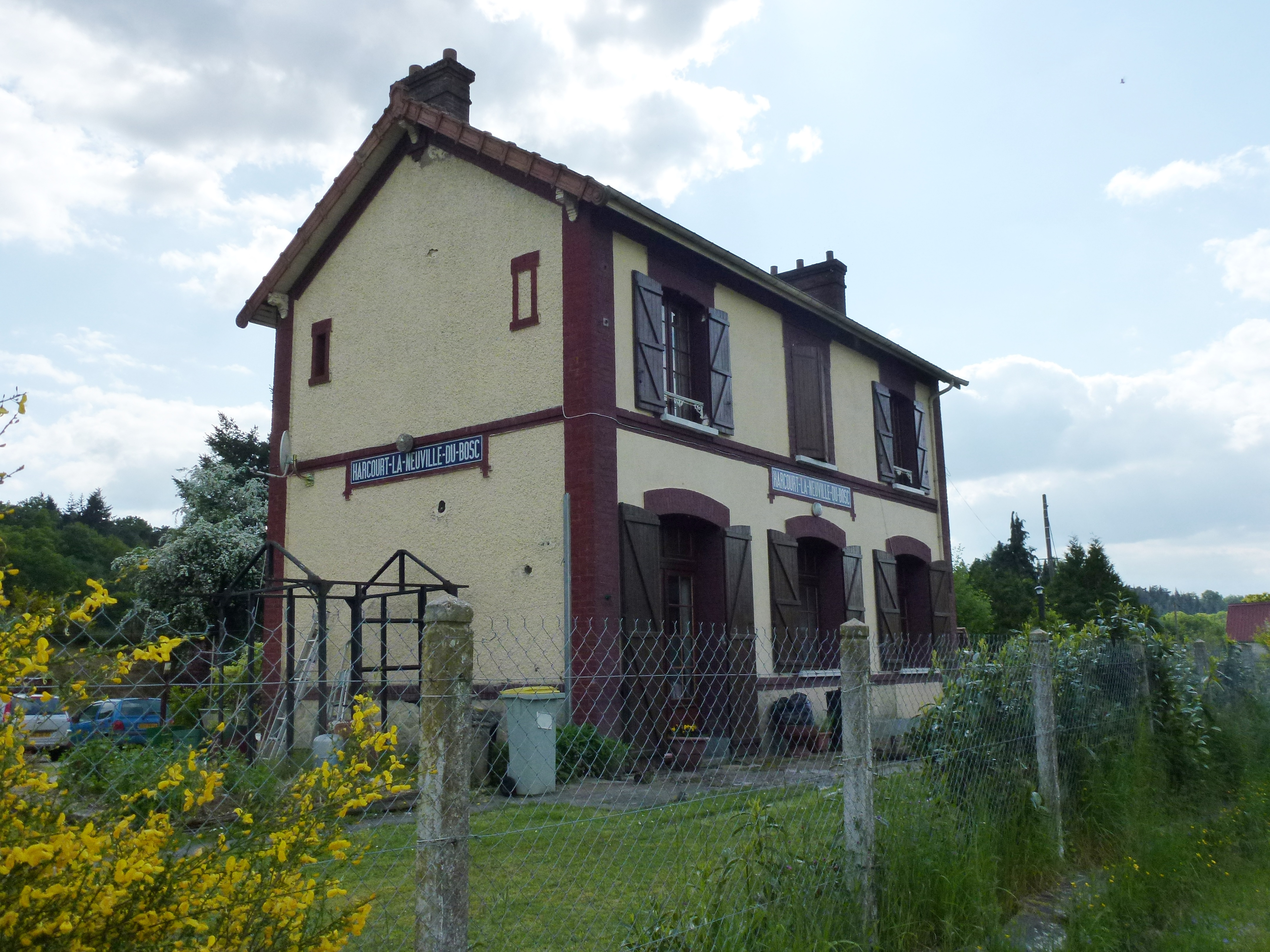
Ancienne gare.

### Patrimoine naturel

#### ZNIEFF de type 1
- La cavité de la carrière de Monot[32] ;
- La cavité de la Haute Verdière[33] ;
- La Terre à Pots[34].

#### ZNIEFF de type 2
- La vallée de la Risle de Brionne à Pont-Audemer, la forêt de Montfort[35].

#### Site classé
- La « vallée du Bec, écrin de l'abbaye du Bec-Hellouin »,  Site classé (2024)[36].

### Personnalités liées à la commune
- De 1973 à 1982, la commune accueillit une école privée expérimentale appliquant une pédagogie proche de la pédagogie institutionnelle de Fernand Oury et soutenue par Françoise Dolto connue sous le nom d'École de la Neuville.

### Héraldique
| Armes de La Neuville-du-Bosc | Ces armes peuvent se blasonner ainsi aujourd’hui : d'azur semé de billettes d'or, au lion du même brochant sur le tout. |